# Pangbourne
Pangbourne est un village et une paroisse civile du Berkshire, en Angleterre.

## Géographie
Pangbourne est un village du Berkshire, un comté du Sud-Est de l'Angleterre (Home Counties). Il est situé dans le nord de ce comté, sur la berge sud de la Tamise qui sert de frontière avec l'Oxfordshire, en face du village de Whitchurch-on-Thames. La Pang (en) traverse le village avant de se jeter dans la Tamise.
Au Moyen Âge, Pangbourne appartient au hundred de Reading. Après l'abolition du système des hundreds, il est rattaché de 1894 à 1974 au district rural de Bradfield (en). En 1974, il fait partie du nouveau district de Newbury, qui laisse place en 1998 à l'autorité unitaire du West Berkshire. Pour les élections à la Chambre des communes, Pangbourne est rattaché à la circonscription de Reading West.
Pangbourne est traversé d'ouest en est par la route A329 (en), axe routier qui relie Thame, dans l'Oxfordshire, à Wentworth (en), dans le Surrey. Le village possède également une gare ferroviaire (en) desservie par les trains de la Great Western Main Line entre Londres et Bristol.

## Toponymie
Pangbourne est un nom d'origine vieil-anglaise. Il fait référence au ruisseau (burna) de la famille ou de l'entourage d'un homme appelé Pǣga. Il est attesté pour la première fois en 844 sous la forme Pegingaburnan. Dans le Domesday Book, compilé en 1086, le village est appelé Pangeborne.

## Histoire
Le Domesday Book indique qu'en 1086, le village de Pangbourne compte 17 habitants. Le manoir de Pangbourne est alors partagé entre deux seigneurs : il appartient en partie au roi Guillaume le Conquérant, pour une valeur annuelle de 2 livres, et en partie au baron anglo-normand Miles Crispin (en), pour une valeur annuelle de 4 livres. L'abbaye de Reading en fait ultérieurement l'acquisition et le conserve jusqu'à la dissolution des monastères ordonnée par le roi Henri VIII au début du XVIe siècle.

## Démographie
Au recensement de 2011, la paroisse civile de Pangbourne comptait 2 978 habitants.
| 1801 | 1811 | 1821 | 1831 | 1841 | 1851 | 1881 |
| ---- | ---- | ---- | ---- | ---- | ---- | ---- |
| 593  | 620  | 703  | 692  | 804  | 800  | 737  |

| 1891 | 1901  | 1911  | 1921  | 1931  | 1951  | 1961  |
| ---- | ----- | ----- | ----- | ----- | ----- | ----- |
| 885  | 1 235 | 1 677 | 1 936 | 1 920 | 1 804 | 1 953 |

| 1971  | 1981 | 1991 | 2001 | 2011  | - | - |
| ----- | ---- | ---- | ---- | ----- | - | - |
| 2 503 | ?    | ?    | ?    | 2 978 | - | - |

## Jumelages
- Houdan (France)

## Culture locale et patrimoine

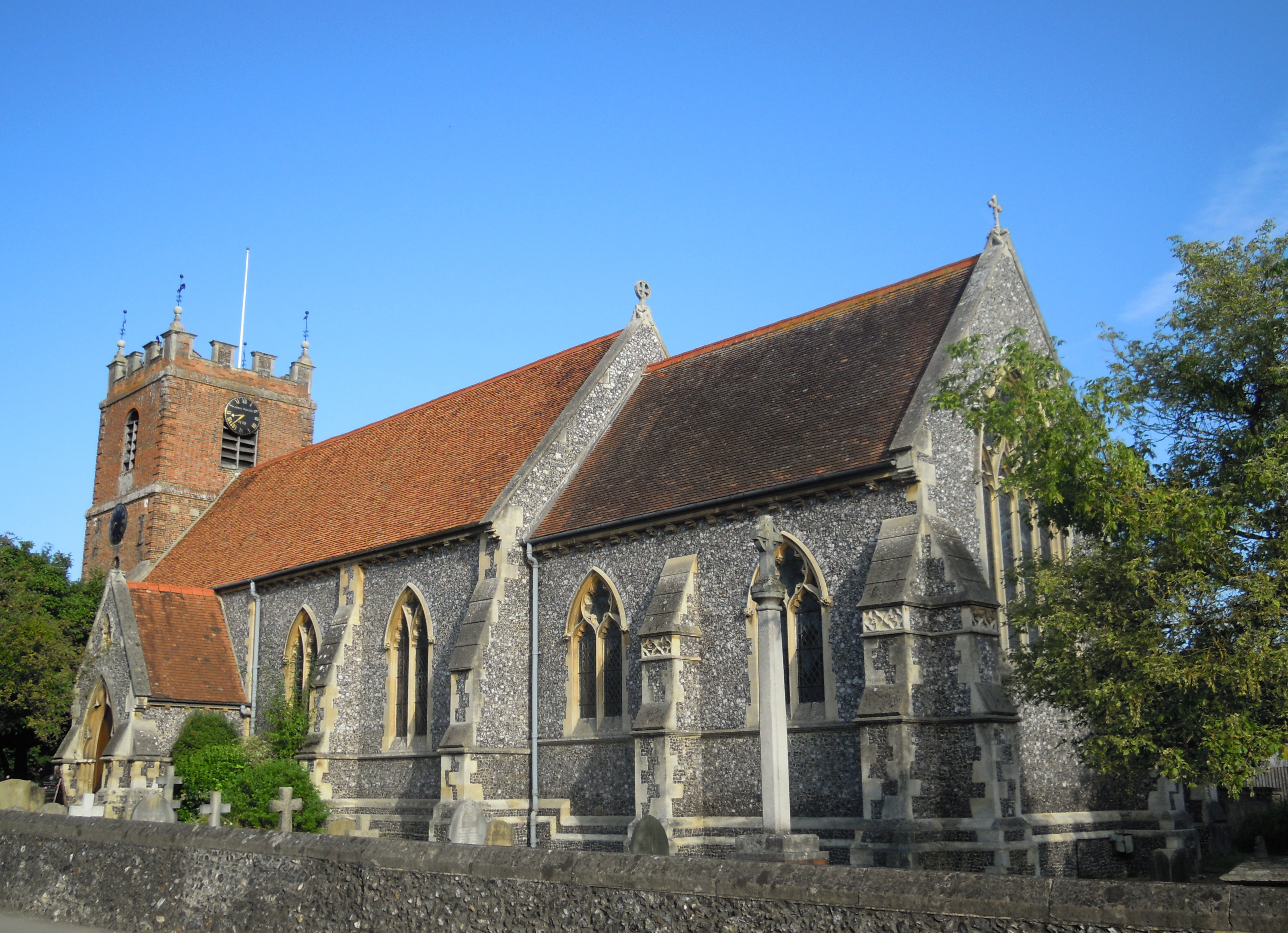
L'église Saint-Jacques-le-Mineur de Pangbourne.

L'église paroissiale de Pangbourne est dédiée à saint Jacques le Mineur. La majeure partie du bâtiment a été reconstruite en 1866 dans le style néogothique, à l'exception de la tour ouest, qui remonte à 1718. C'est un monument classé de grade II* depuis 1967.
L'écrivain Kenneth Grahame réside à Pangbourne de 1922 à sa mort, en 1932. Les illustrations de son conte pour enfants Le Vent dans les saules, réalisées par E. H. Shepard, s'inspirent des alentours du village.
En 1988, l’écrivain britannique J. G. Ballard situe l'intrigue de son roman dystopique Le Massacre de Pangbourne (en) (Running Wild) dans le village.